# 窒化チタン
窒化チタン（ちっかチタン、英語：Titanium nitride、またはtinite、略称：TiN）とは、非常に硬いセラミック材料であり、基材の表面特性を改善するために、チタン合金、鋼、炭化物、およびアルミニウム部品のコーティングとして利用される。
薄くコーティングされたTiNは、切削や摺動面の保護、金色に見えることから装飾、医療用インプラントの非毒性外装材として使用される。 ほとんどの用途では、5マイクロメートル（0.00020インチ）未満のコーティングが施される。

## 特性
窒化チタンは、ビッカース硬度2400、弾性率251GPa、熱膨張係数9.35×10−6 K−1、超伝導転移温度5.6Kという特性をもつ。
通常の大気中で800℃で酸化する。実験室での試験によれば、20℃で化学的に安定であるが、高温になった濃酸溶液によってゆっくりと腐食される可能性がある。
赤外線を反射するなど、反射スペクトルは金（Au）と類似しており黄色味のかった外観である。基材および表面仕上げによって、TiNは別の潤滑されていないTiN表面に対して0.4-0.9の範囲の摩擦係数を有する。一般的なTiNは、化学量論約1:1で塩化ナトリウム型結晶構造をとり、TiNxのxが0.6-1.2の化合物でも熱力学的に安定である。窒化チタン膜を絶対零度付近まで冷却すると、クーパー対絶縁体が超絶縁体になることが示された。

## 用途
- コーティングした刃の寿命が長くなり、耐腐食性を持つことから切削道具に使用される。
- 摩耗しやすい場所へのコーティング
- 装飾
- TiNは無毒であり、FDAのガイドラインを満たしている事から、医療用のインプラントや、外科手術用のメスや骨用ノコギリに使用される[6]。
- 酸素分子を強く捕捉することから、電極の酸化を防ぐために核融合実験にも使用されている[7]。
- マイクロエレクトロニクスの分野では、銅線などのエレクトロマイグレーションを防止する「バリアメタル」として利用される。
- pMOSFETのメタルゲート電極材料[8][9]

## 製作
TiN膜の最も一般的な製造方法は、物理気相成長や化学気相成長などである。両方法において、純度の高いチタンを昇華させ、高エネルギーの真空環境下で窒素と反応させる。TiN膜はまた、窒素雰囲気での反応成長（例：焼なまし）によってチタン製加工物上に生成させるのも可能である。

## 自然界の窒化チタン
オズボーン鉱 (Osbornite)：隕石中にのみ見られる非常にまれな天然の窒化チタン

## 関連項目

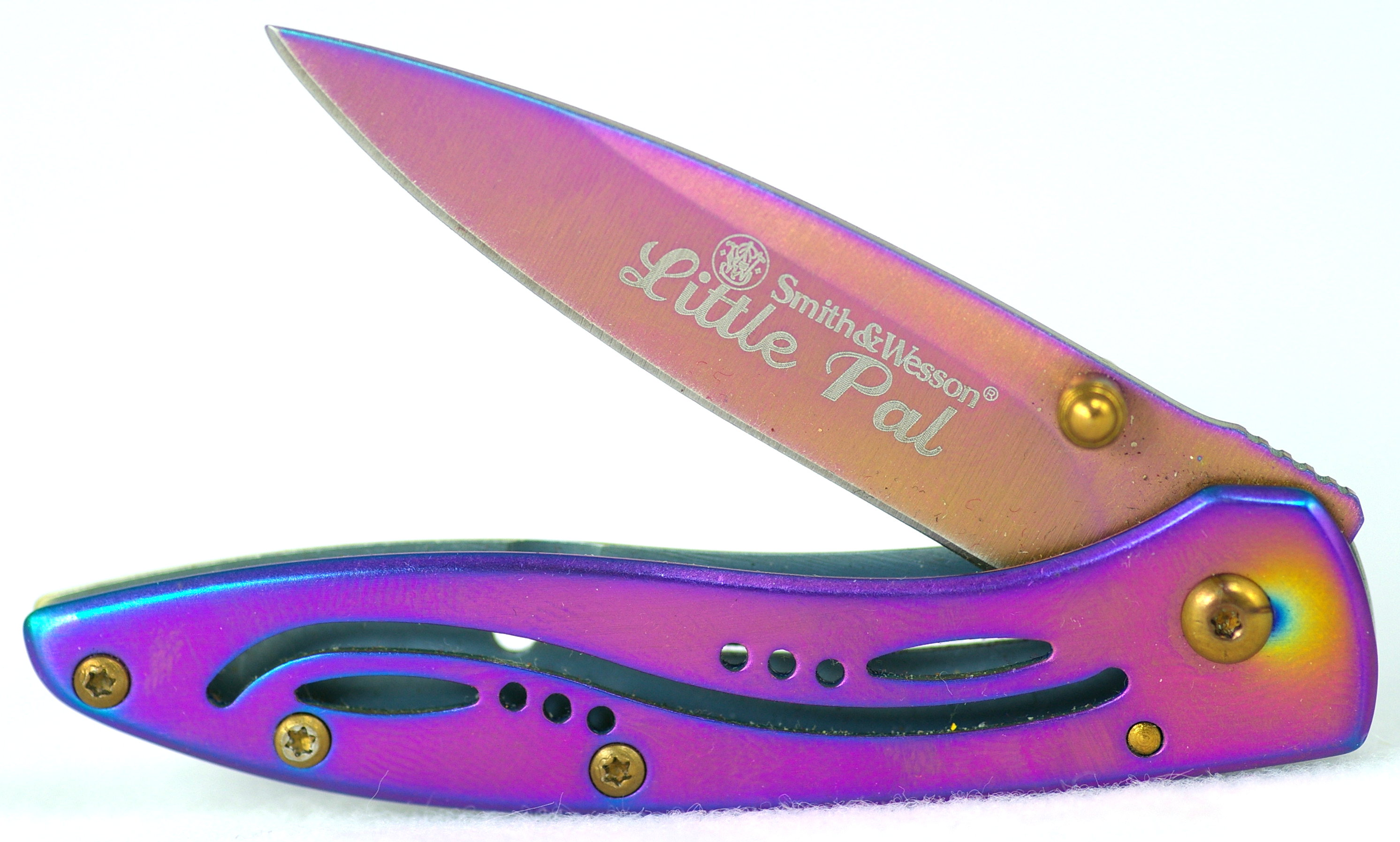
酸窒化チタンコーティングされたナイフ